# عبدالله نجفی
عبدالله نجفی (زادهٔ ۱۳۳۰) سرتیپ ارتش جمهوری اسلامی ایران است، که از ۱۸ اردیبهشت ۱۳۷۰ تا ۳ آبان ۱۳۷۳ فرمانده نیروی زمینی ارتش بود.
وی در سال ۱۳۴۶ وارد دانشکده افسری نیروی زمینی ارتش شد. نجفی پس از وقوع انقلاب ۱۳۵۷ عضو کمیته نظامی و دفتر مشاورت نظامی روح‌الله خمینی شد. او از ۱۳۶۰ تا ۱۳۶۷ ریاست کارگروه نظامی ریاست‌جمهوری را برعهده داشت. نجفی در فاصله سال‌های ۱۳۶۷ تا ۱۳۷۰ در جایگاه‌های جانشین معاون هماهنگ‌کننده نیروی زمینی ارتش، معاون هماهنگ‌کننده ستاد مشترک ارتش و معاون هماهنگ‌کننده نیروی زمینی ارتش فعالیت نمود. در سال ۱۳۷۰ به‌عنوان فرمانده نیروی زمینی ارتش منصوب شد و تا سال ۱۳۷۳ در این جایگاه فعالیت کرد. او در فاصله سال‌های ۱۳۷۳ تا ۱۳۸۳ ریاست دفتر عمومی حفاظت اطلاعات ستاد کل نیروهای مسلح را برعهده داشت.

## زندگی‌نامه
عبدالله نجفی در سال ۱۳۳۰ در استان همدان زاده شد. او در سال ۱۳۴۶ وارد دبیرستان نظام ارتش و سپس در سال ۱۳۴۹ وارد دانشکده افسری ارتش شد.
وی بعد از فارغ‌التحصیلی برای گذراندن دوره مقدماتی توپخانه به مرکز آموزشی توپخانه اصفهان اعزام شد و پس از آن در سال ۱۳۵۳ به تیپ سوم همدان منتقل گردید و تا سال ۱۳۵۷ در سمت فرماندهی آتشبار در آن یگان فعالیت کرد.
او پس از وقوع انقلاب عضو کمیته نظامی سید روح‌الله خمینی در ارتش شد، سپس در سال ۱۳۵۹ برای مدت کوتاهی به‌عنوان فرمانده گروهان به دانشگاه افسری منتقل شد و با آغاز جنگ ایران و عراق در چندین نوبت در مناطق عملیاتی حضوری فعال داشت.
وی در ستاد فرماندهی قرارگاه عملیاتی آبادان با آموزش دیده‌بانی و نقشه‌خوانی به نیروهای مردمی، بسیج و سپاه پاسداران، فعالیت کرد. او بعد از چند ماه در سال ۱۳۶۰ به تهران بازگشت و به مدت ۷ سال در کارگروه نظامی نهاد ریاست جمهوری مشغول به فعالیت شد. او در سال ۱۳۶۷ مسئولیت جانشین معاون هماهنگ‌کننده نیروی زمینی ارتش جمهوری اسلامی ایران را عهده‌دار شد و در ادامه به ترتیب به‌عنوان معاون هماهنگ‌کننده ستاد مشترک ارتش و بعد معاون هماهنگ‌کننده نیروی زمینی ارتش مشغول به خدمت شد.
نجفی در ۱۸ اردیبهشت سال ۱۳۷۰ به سمت فرماندهی نیروی زمینی ارتش جمهوری اسلامی ایران منصوب شد و تا آبان ماه ۱۳۷۳ عهده دار این سمت بود. وی سپس در سوم آبان سال ۱۳۷۳ مدیریت دفتر عمومی حفاظت اطلاعات فرماندهی کل قوا و ریاست کمیسیون‌های اسرا و مفقودین را به عهده گرفت و تا آبان ماه سال ۱۳۸۳ این مسئولیت را برعهده داشت. نجفی در آذر ماه ۱۳۸۳ با درجه سرتیپی از ارتش بازنشسته شد و بعد از آن مدتی در معاونت اجتماعی قوه قضاییه، سپس در ستاد امر به معروف و نهی از منکر فعالیت نمود.